# Manfred Moßmann
Manfred Moßmann (* 28. Januar 1955 in Trier) ist ein deutscher Schriftsteller und Literaturwissenschaftler.

## Leben
Manfred Moßmann ist im Hochwald, dem südwestlichen Teil des Hunsrücks aufgewachsen und hat dort den Dialekt und die Besonderheiten der Menschen in diesem Landstrich kennen und lieben gelernt. Er studierte Anglistik und Geschichte an den Universitäten Trier, Liverpool und Winnipeg/Kanada. Seit 1986 unterrichtete Moßmann als Gymnasiallehrer an verschiedenen Schulen in Bremen und Umgebung, bis er 2020 als Studienrat im Privatschuldienst in den Ruhestand trat. Moßmann lebt in Achim-Baden. Er ist verheiratet und hat eine Tochter.

## Werk
Schwerpunkte von Moßmanns literarischen Veröffentlichungen, Fachpublikationen und Tonaufnahmen sind die kanadische Prärieliteratur, die moselfränkische Mundart, seine Forschungstätigkeit zu Schriftstellern, die aus dieser Region stammen oder über diese Region schreiben sowie eigene Lyrik und Prosa über den Hunsrücker Hochwald und dessen Bevölkerung. In den Jahren 2020 bis 2022 publizierte er Bücher mit zum Teil unbekannten Texten von Jakob Kneip, Nanny Lambrecht und Johannes Kirschweng.

### Schriften zu Sprache und Menschen im Hunsrücker Hochwald
Moßmann beschäftigt sich mit den Eigenarten seiner Hunsrücker Mundart, die er als Sprecher beherrscht und die er für die Nachwelt in Form von Tonkonserven aufbewahrt. Zu nennen sind hier die eingesprochenen Erzählungen aus dem Hunsrücker Hochwald „Ei, soo“ und lokale Mythen aus dieser Region, die auf der Plattform „o-ton-hunsrueck - hochwald-mythen“ aufgenommen sind. Darüber hinaus stellt Moßmann die Hochwälder Mundart in den Monographien „Zerfer Platt“ und „Hohwäller“ auch schriftlich dar.
Einige Text- und Gedichtsammlungen widmet Moßmann der Welt seiner Kindheit und Jugend im Hunsrücker Hochwald, die dem Leser interessante Einblicke in einen Kosmos gibt, der eine noch intakte dörfliche Gemeinschaft zeigt, mit Menschen, deren Schrullen allseits akzeptiert werden. Hier ist die Rede von ‚Gündlings Günner‘, der nie in der Schule gewesen ist oder von der ‚Zugscheid Oma‘, die jeden Tag drei Pfund Butter kauft, weil sie denkt, der Krieg sei noch nicht vorbei. Die Tochter bringt der Händlerin die Ware wieder und erhält das Geld zurück.
Die Bewahrung der Hunsrücker Mundart findet sich auch in Textübertragungen, die Moßmann regelmäßig in der französisch/deutschen Grenzzeitschrift „Paraple“ veröffentlicht, wie dem Song „Imagine“ von John Lennon.
Zur historischen Figur des Schinderhannes hat Moßmann ein Buch herausgegeben, das u. a. schwer aufzufindende Originalquellen zu diesem Hunsrücker Helden enthält. In einer weiteren Textsammlung ist der Hunsrücker Heimatdichter Matthias Lang vorgestellt, der Lyrik wie Prosa in Mundart und in hochdeutscher Sprache verfasst hat.

### Schriften zur Stefan-Andres-Forschung
Seit 2007 forscht Moßmann über den Schriftsteller und Dichter Stefan Andres (1906–1970), der in Schweich bei Trier geboren ist und dessen umfangreiches Werk teilweise im Moselland spielt. Seine Ergebnisse veröffentlicht Moßmann kontinuierlich in den „Mitteilungen der Stefan-Andres-Gesellschaft“. Eine Zusammenfassung dieser Forschungsarbeiten findet sich in Moßmanns Monographie „Süße Oliven in Salzwasser“.
Neben der Präsentation zahlreicher bisher verschollener Andres-Texte und deren sprachlichen und inhaltlichen Besprechung hat Moßmann Interpretationen zu zahlreichen Texten verfasst. Ein weiterer Forschungsschwerpunkt bilden die verlegerischen Aktivitäten von Andres, insbesondere dessen Bemühungen um Publikationsmöglichkeiten in der Zeit des Dritten Reiches. Seit 1933 war Andres nach Italien migriert, um sich selbst, insbesondere aber seine jüdische Ehefrau zu schützen.
Moßmann entwickelte die „Relief-Theorie“, welche Gründe aufführt, warum Andres dennoch erfolgreich publizieren konnte: Andres verfasste durchweg humoristische Texte, die sich häufig an exotischen Schauplätzen wie in Italien oder Griechenland zutrugen. Im Gegensatz zu anderen Texten aus dieser Zeit waren Andres‘ literarische Produktionen qualitativ hochwertig und orientierten sich zudem an den Werten eines christlichen Bildungsbürgertums. Diese Mischung war nicht anstößig und wurde von zahlreichen Zeitungen aufgenommen.
Dass die Texte von Andres oft sogar mehrfach publiziert worden sind, ist nach Moßmann dem von ihm als „AKS-System“, „Andressche-Kurztext-System“ bezeichneten Aktivität zu verdanken, dem zufolge publizierte Texte nach einer gewissen Wartezeit erneut an weitere Zeitungen versandt wurden.

### Schriften zu Clara Viebig
Recherchen in alten Zeitungsausgaben ließen Moßmann auf verschollene Kurztexte der Schriftstellerin Clara Viebig (1860–1952) stoßen. Wenngleich Clara Viebig in Trier geboren wurde und als die literarische Entdeckerin der Eifel gilt, schätzt Moßmann diese Schriftstellerin aufgrund ihres gesamten Werkes, „nicht nur als Verfasserin von heimatlich-ländlich geprägten Texten, sondern auch als eine am politischen Tagesgeschäft interessierte und sozial engagierte Zeitgenossin.“
Moßmann hat 2020 eine Sammlung wiederentdeckter Texte von Clara Viebig herausgegeben. Zu einzelnen Texten von Clara Viebig gibt Moßmann im Nachwort interpretatorische Ansätze, die er auch deshalb schätzt, weil ihre Erzählungen „von einem warmen Strom der Liebe“ geprägt sind.

## Schriften

### Buchveröffentlichungen (Auswahl)
- Aus dem Leben auf dem Lande. Trier: éditions trèves, 1987.
- Genau wie im Leben. 30 kurze Geschichten und eine Lebensweisheit aus dem Hunsrück. Speyer: CJM-Verlag, 1993.
- Spieglein, Spieglein. Gedichte aus Hochwald und Hunsrück. Kell am See: Alta Silva, 1995.
- Hundshäuter: Aus den versammelten Schriften des Schinderhannes. Kell am See: Alta Silva, 1996.
- Von Hand zu Fuß. 100 Geschichten aus dem Hochwald in Mundart und Hochdeutsch. Kell am See: Alta Silva, 2001.
- (als Hrsg. mit Dittmar Lauer): Matthias Lang (1902–1965). Lehrer und Heimatdichter. Ausgewählte Gedichte und Erzählungen in Mundart und Hochdeutsch. Kell am See: Alta Silva, 2010.
- Süße Oliven in Salzwasser: Der unbekannte Stefan Andres. Scheeßel: Wissenschaftlich Akademischer Buchvertrieb Fründ, 2017.
- (als Herausgeber): Clara Viebig: Die Osterglocken. Wiederentdeckte Texte, Zell/Mosel: Rhein-Mosel-Verlag 2020, ISBN 978-3-89801-124-2.
- (als Sachbearbeiter): Jakob Kneip: Der Birnbaum. Bekannte und unbekannte Texte. Argenthal: Jäger 2021, ISBN 978-3-00-069593-3.
- (als Herausgeber): Nanny Lambrecht: Die Gespensterbrücke. Wiederentdeckte Texte. Band 1. Aachen: Eifeler Literaturverlag 2022, ISBN 978-3-96123-035-8.
- (als Herausgeber): Johannes Kirschweng: Vom richtigen Menschen. Feuilletons aus der NS-Zeit. Wiederentdecke Texte. Saarbrücken: Geistkirch Verlag 2022, ISBN 978-3-949983-05-4.

### Fachwissenschaftliche Aufsätze, Reflexionen, weitere Schriften (Auswahl)
- The Charismatic Patterns: Canada’s Riel Rebellion of 1885 as a Millenarian Protest Movement, in: Douad, Patrick C.: The western Métis: profile of a people, Regina/Kanada: University of Regina 1985, S. 185–202.
- Kanadas Nord-West Rebellion von 1885 als chiliastische Protestbewegung. In: Trierer Beiträge 16, 1986, S. 59–66.
- Die traditionelle Hausschlachtung im Hunsrücker Hochwald. In: Jahrbuch des Kreises Trier-Saarburg 1987, S. 266–269.
- Hochzeit und Brauchtum im Hunsrücker Hochwald. In: Jahrbuch des Kreises Trier-Saarburg 1988, S. 260–263.
- De Summerflemm. In: G. Fox/G. Schmitt (Hrsg.): Die Flemm. Saarbrücken 1989, S. 49.
- Lyrical Self-Images in Louis Riel’s Poetry. In: W. Karrer/H. Lutz (eds.) Minority Literatures in North America. Frankfurt 1990, S. 227–240.
- Motivmuster in den Sagen des Hochwaldes. In: Hochwälder Geschichtsblätter, 1/1991, S. 32–35.
- Brauchtum im Hunsrücker Hochwald: Das Kläppern. In: Jahrbuch des Kreises Trier-Saarburg 1991, S. 158 f.
- Anekdoten aus Zerf. In: Trierisches Jahrbuch 1994, S. 282.
- Muskrat and Dishwasher: Arnason and the small town world of Manitoba. In: Prairie Fire. A Canadian Magazine of New Writing, Volume 21, No 1/2001, S. 82–87.
- Anmerkungen zur Sprache in „Der Knabe im Brunnen“. In: Mitteilungen der Stefan-Andres-Gesellschaft, H. 28/2007, S. 120–125.
- Die Laufrichtung ändern – Anmerkungen zu Stefan Andres’ Roman „Die Dumme“ (1969). In: Mitteilungen der Stefan-Andres-Gesellschaft, H. 29/2008, 25–29.
- Der sixtinische Geruch. Zu Stefan Andres‘ Novelle Die Erben des Lebens. In: Mitteilungen der Stefan-Andres-Gesellschaft, H. 31/2010, S. 65–69.
- Andres zwischen LTI und nationalem Wahn. Zu den Publikationen „Sphinxe, Köpfe und Fische“ und „Der Tod als Instrukteure“ in der Krakauer Zeitung. In: Mitteilungen der Stefan-Andres-Gesellschaft H. 33/2012, S. 59–65.
- Der Mann und die Frage. Stefan Andres’ Kommentar zu „Ein Kommentar“. In: Mitteilungen der Stefan-Andres-Gesellschaft H. 35/2014, S. 14–17.
- „Zuerst wusste niemand, was das sei.“ Zur Bedeutung des Mont Royal in „Die Hochzeit der Feinde“. In: Mitteilungen der Stefan-Andres-Gesellschaft H. 37/2016, S. 62–65.
- Stefan Andres in den Zeitungen und Zeitschriften 1934–1944: Die „Relief-Theorie“. In: Mitteilungen der Stefan-Andres-Gesellschaft H. 39/2018, S. 11–14.
- „Imagine“ von John Lennon. In: Paraple. Révue littéraire Français Deutsch Platt Nr. 38/2020, S. 48.
- Heimat: high oder matt? In: Paraple. Révue littéraire Français Deutsch Platt Nr. 38/2020, S. 62–63.
- Es lebe die Ehe? Zum Roman „Es lebe die Kunst“/„Elisabeth Reinharz‘ Ehe“. In: Braun-Yousefi, Ina (Hrsg.): Clara Viebig im Kontext. Schauspiele – Romane – Novellen (Schriften zur Clara-Viebig-Forschung Bd. 3), Nordhausen: Bautz 2021, S. 203–216.
- Vom Müller-Hannes: Das Ende im Anfang, in: Braun-Yousefi, Ina (Hrsg.): Clara Viebig im Kontext. Schauspiele – Romane – Novellen (Schriften zur Clara-Viebig-Forschung Bd. 3), Nordhausen: Bautz 2021, S. 243–251.
- Der gescheite Rock – Zu Margrets Wallfahrt, in: Braun-Yousefi, Ina (Hrsg.): Clara Viebig neu entdeckt. (Schriften zur Clara-Viebig-Forschung Bd. 4), Nordhausen: Bautz 2022, S. 211–227.

### Mundart (Auswahl)
- Zerfer Platt. Ein Wörterbuch mit Mundartgedichten und Mundartanekdoten Trier: NCO Verlag 1983.
- Greilich Gär. Gedichte und kurze Prosatexte in Hochwälder Mundart Köln: Rheinland-Verlag 1989.
- Anekdoten aus Zerf, in: Trierisches Jahrbuch (1994) S. 282.
- De Summerflemm, in: G. Fox/G. Schmitt (Hrsg.): Die Flemm. Saarbrücken 1989, S. 49.
- (als Hrsg. mit Dittmar Lauer): Hohwäller. Ein Sammelband Hochwälder Mundart. Kell am See: Alta Silva, 2004.